# POPCORN (DANCE EARTH PARTYの曲)
「POPCORN」（ポップコーン）は、DANCE EARTH PARTYの6作目のシングル曲。2017年8月30日にrhythm zoneより発売。

## 概要
【CD＋DVD】【CD】【ワンコインCD】の3形態で発売。
同シングルが8月30日に発売することが2017年6月5日に発表され、6月28日に配信限定シングル「WAVE」が収録されることと表題曲「POPCORN」の音源と歌詞が公開。「ポップコーンのように弾けてパワーを解放する」をテーマに、レトロポップな“少年の部屋の中”で”ハッピー”を表現したミュージックビデオが、8月3日に公開

## 収録曲

### 【CD＋DVD】

#### CD
1. POPCORN [4:39]
作詞：SAKURA、作曲：福田貴史・SAKURA、編曲：福田貴史
2. WAVE [5:33]
作詞：Lauren Kaori・Dream Shizuka、作曲：CLARABELL
3. D.E.P!!! [3:30]
作詞・作曲・編曲：YVES & ADAMS
4. POPCORN（Instrumental）
5. WAVE（Instrumental）
6. D.E.P!!!（Instrumental）

#### DVD
1. POPCORN（Music Video）
2. WAVE（Music Video）

### 【CD Only】
1. POPCORN
2. WAVE
3. D.E.P!!!
4. POPCORN (Instrumental)
5. WAVE (Instrumental)
6. D.E.P!!! (Instrumental)

### 【ワンコインCD】
1. POPCORN